# Giorgio Poletti
Giorgio Poletti (Ferrara, 1942) è un missionario italiano, appartenente ai Missionari Comboniani del Cuore di Gesù.
Dopo gli studi in Italia e Stati Uniti è stato sacerdote nei quartieri neri di Chicago, quindi ha vissuto quindici anni di attività missionaria in Mozambico.
Tornato in Italia, si trova a Castel Volturno dal 1996; è stato il primo dei missionari comboniani ad arrivare in zona e si dedica alla difesa dei diritti umani degli immigrati; per questo gli è stato riconosciuto il premio Italia “Diritti Umani” 2005 dalla Free Lance International Press.

## Opere
- Giorgio Poletti, Una vita più umana: riflessioni per missionari che vogliono stare meglio, Literstampa, Villa Literno.